# 余國禎
余國禎（1612年—？），號劬菴，浙江严州府遂安县人，明朝政治人物。

## 生平
崇祯六年（1633年）癸酉科应天乡试举人，十三年（1640年）庚辰科進士。刑部观政，授四川富顺县知县。

## 著作
著有《點易支言》。